# Hippeophyllum celebicum
Hippeophyllum celebicum är en orkidéart som beskrevs av Rudolf Schlechter. Hippeophyllum celebicum ingår i släktet Hippeophyllum och familjen orkidéer.
Artens utbredningsområde är Sulawesi. Inga underarter finns listade i Catalogue of Life.